# Ann Carlsson
Ann Carlsson, född 1966, är en svensk företagsledare. Hon har bland annat varit chef för Affärsområden ICA och suttit med i ICA Sveriges ledningsgrupp. Carlsson var från november 2010 VD för Apoteket AB, en post hon hade fram till dess att hon i januari 2022 tillträdde som VD Systembolaget.
Sedan 2016 är Carlsson ordförande i Sveriges Apoteksförening.
Den 1 juni 2021 gick Apoteket AB ut med ett pressmeddelande om att Carlsson lämnar bolaget vid i början av 2022 för att gå vidare till Systembolaget.

## Utmärkelser
År 2010 blev hon utsedd till Årets Ruter Dam som delas ut av Ruter Dam för att hon var den kvinna som befordrats till Sveriges mäktigaste chefspost under året.
År 2017 nominerades hon till Årets Chef, som utses av tidningen Chef., och var en av de tre finalisterna.
Sedan 2011 finns hon med på listan över Näringslivets mäktigaste kvinnor som årligen utses av tidningen Veckans Affärer:
- 2011 - Nr 9 (Näringslivets 125 mäktigast kvinnor)[7]
- 2012 - Nr 8 (Näringslivets 125 mäktigast kvinnor)[8]
- 2013 - Nr 14 (Näringslivets 125 mäktigast kvinnor)[9]
- 2014 - Nr 5 (30 mäktigaste direktörerna)[10]
- 2015 - Nr 7 (30 mäktigaste direktörerna)[11]
- 2016 - Nr 7 (28 mäktigaste direktörerna)[12]
- 2017 - Nr 4 (Näringslivets mäktigaste kvinnor - direktörerna)[13]